# Moruti Mthalane
Moruti Mthalane (* 6. Oktober 1982 in der heutigen Provinz Gauteng, Südafrika) ist ein südafrikanischer Boxer im Fliegengewicht und aktueller IBF-Weltmeister. 
Er wird von Nick Durandt trainiert.

## Profikarriere
Im Jahre 2000 begann er seine Profikarriere mit einem Sieg gegen Wiseman Mnguni. Am 20. November 2009 boxte er gegen Julio Cesar Miranda um die vakante IBF-Weltmeisterschaft und gewann durch einstimmige Punktrichterentscheidung. Diesen Titel verteidigte er insgesamt viermal und hielt ihn bis 13. Januar 2014.
Am 15. März 2014 holte sich Mthalane den vakanten Weltmeistertitel der IBO in Durban gegen Jether Oliva.
Im Sommer 2018 traf Mthlane auf den Pakistaner Muhammad Waseem. In jenem Fight ging es um den vakanten Weltmeisterschaftsgürtel der IBF. Mthalane gewann durch einstimmige Punktrichterentscheidung und eroberte diesen Titel abermals.